# Stazione di Valmozzola
La stazione di Valmozzola era una stazione ferroviaria posta sulla linea Parma-La Spezia, "Pontremolese". Serviva il centro abitato di Valmozzola.

## Storia

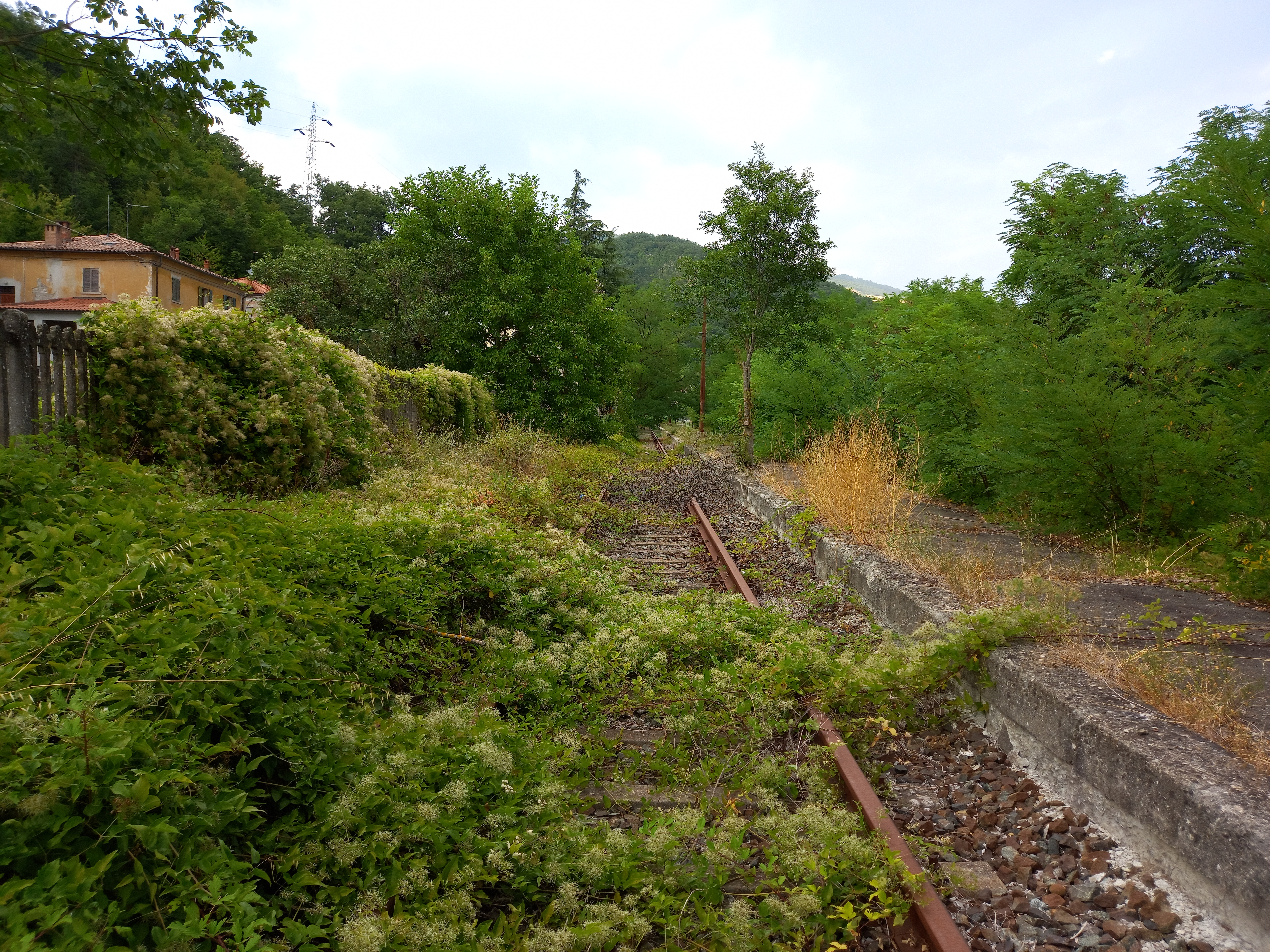
Vista lato Parma dal 1º binario, ancora in sito

La stazione entrò in servizio nel 1889 insieme al tronco Fornovo-Berceto, sotto la gestione di Rete Mediterranea.
Il 12 od il 13 marzo 1944, durante la seconda guerra mondiale, un treno fermo in stazione venne attaccato dal "Gruppo Betti", uno dei primi nuclei partigiani della provincia di Parma, per liberare dei patrioti prigionieri. Nell'azione vi furono alcune vittime tra cui lo stesso Betti (comandante dei patrioti).
L'episodio è in realtà controverso e ne esistono quattro versioni memorialistiche diverse, che presentano alcune contraddizioni. In particolare è contestato il motivo dell'attacco alla stazione: la maggior parte della memorialistica afferma che l'obiettivo dell'operazione fosse la liberazione di tre renitenti, prigionieri sul treno; tuttavia la storiografia più recente ritiene improbabile che i partigiani sapessero già da prima che sul treno viaggiavano dei disertori da liberare. Tende perciò ad accreditare la versione secondo cui l'obiettivo iniziale non era il treno, ma il capostazione, noto fascista, che però era assente. Perciò l'assalto al treno non era programmato e fu un azzardo. Tuttavia i partigiani riuscirono a prevalere anche se  "Betti" rimase ucciso. Almeno quattro militari della Repubblica Sociale Italiana morirono durante lo scontro ed altri quattro vennero fucilati dai partigiani dopo la cattura. Alcune fonti indicano che altri due militari morirono nei giorni successivi per le ferite. Vi sono infine alcuni caduti la cui connessione con l'episodio della stazione è riportata da fonti isolate, per un totale di tredici vittime. I Partigiani liberarono inoltre tre renitenti prigionieri che erano a bordo del treno.
Il 17 marzo, nei pressi della stazione, i fascisti del battaglione "Lupo" della Xª Flottiglia MAS, fucilarono per rappresaglia sette partigiani (Gino Parenti, Angelo Trogu, Dino Girini, Ubaldo Chierasco, Giuseppe Tendola ed i due sovietici Vassili Belacoski e Mikhail Tartufian), catturati giorni prima sul monte Barca, che nulla avevano a che vedere coi fatti di Valmozzola.
La stazione, normalmente utilizzata dagli abitanti di Valmozzola e delle località limitrofe per raggiungere la città di Parma, venne soppressa il 22 maggio 1996, come conseguenza dell'attivazione della variante di tracciato a doppio binario in galleria fra le stazioni di Berceto e Solignano.

## Strutture e impianti

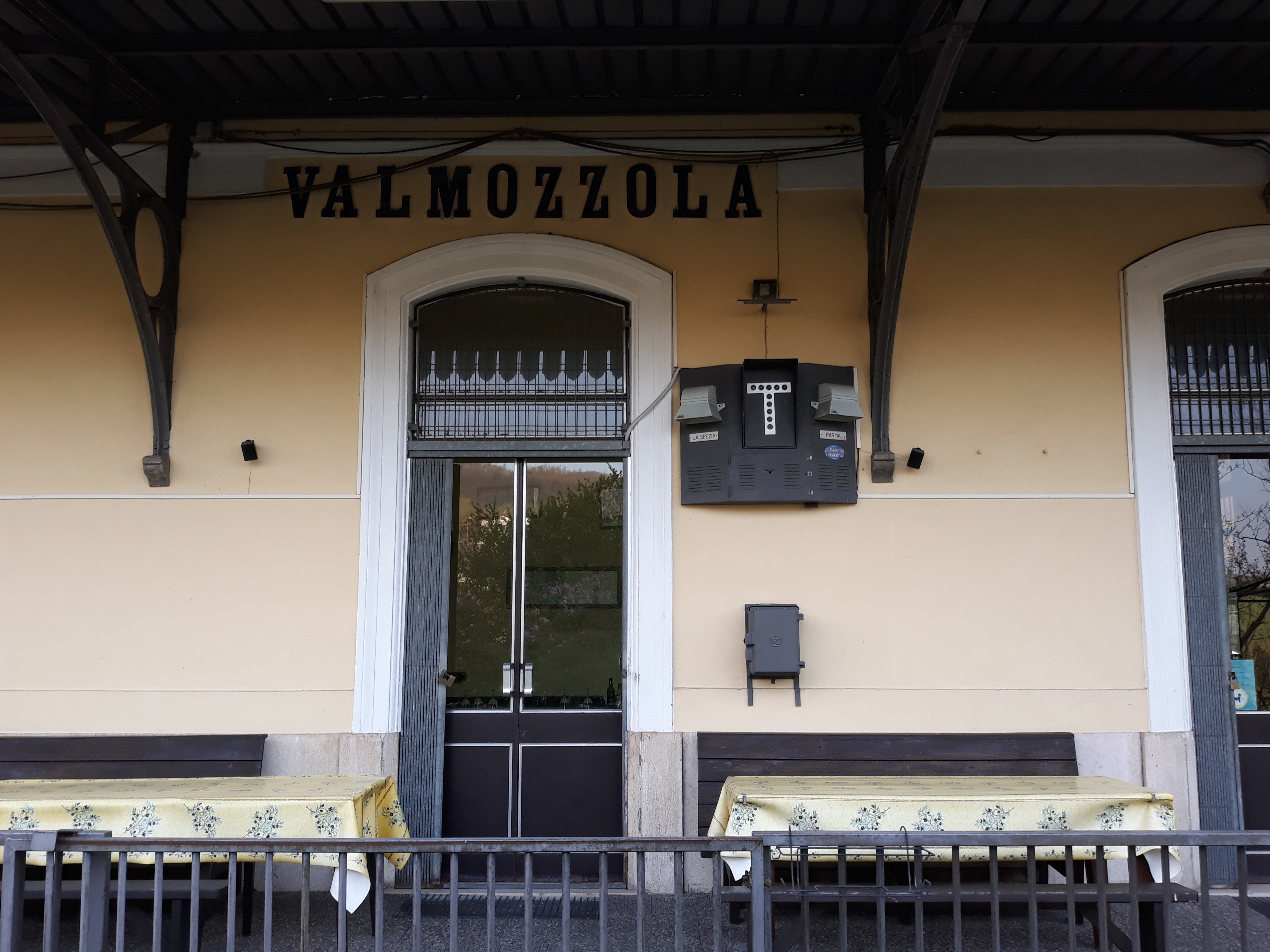
Particolare del fabbricato viaggiatori, ora riconvertito in ristorante

La stazione disponeva di un fabbricato viaggiatori, in seguito riqualificato e riadibito a bar ristorante, e di due banchine, collegate tra loro tramite un attraversamento a raso in cemento, che servivano i due binari. Nella stazione vi erano anche altri edifici minori, utilizzati per ospitare i servizi igienici e per lo stoccaggio delle merci. Antistante la stazione si trova uno spiazzo che viene normalmente impiegato come parcheggio.
Il binario 1, precedentemente utilizzato come binario di precedenza e di incrocio durante gli anni di attività dell'impianto, è stato mantenuto, così come sono stati preservati pali e mensole della catenaria che forniva l'alimentazione elettrica alla linea, nonché le lampade di illuminazione originali. Il binario 2, che fu quello di corretto tracciato, non è più esistente ed è stato rimosso ed asfaltato per permettere la realizzazione di una pista ciclopedonale.
Lungo tutto il percorso della suddetta pista è possibile riscontrare la precedente destinazione d'uso dell'area; sono infatti presenti numerosi resti di palificazione, telefoni ed altri manufatti di chiara natura ferroviaria.